# Herman Zanstra
Herman Zanstra (Schoterland, 3 de novembre de 1894 - Haarlem, 2 d'octubre de 1972) va ser un astrònom frisó / neerlandès.

## Biografia
Zanstra va néixer prop de Heerenveen, a la província de Frísia. El 1917 es va graduar com enginyer en enginyeria química a la Universitat Tècnica de Delft. Mentre treballava a Delft durant quatre anys, els dos últims com a professor d'escola secundària, va escriure un treball molt teòric i matemàtic sobre el moviment relatiu que va enviar a William Francis Gray Swann. Swann, després li va oferir per obtenir un Ph.D en física teòrica amb ell a la Universitat de Minnesota a Minneapolis, que va fer en dos anys, ampliant el seu treball (dissertació: Un estudi del moviment relatiu en connexió amb la mecànica clàssica, 1923). Després d'un altre any amb Swann, ara a Chicago, un any a diversos laboratoris als Països Baixos i Alemanya, i dos mesos al laboratori de Niels Bohr a Copenhaguen, va realitzar un postdoctorat al Caltech. Aquí va escriure un document famós, Una aplicació de la teoria quàntica a la lluminositat de les nebuloses difuses, que per primera vegada proporcionava un mètode quantitatiu (el mètode de Zanstra) per entendre la lluminositat de les nebuloses i els cometes.
Després d'ensenyar breument a la Universitat de Washington, va anar a la Universitat de Londres i finalment a la Universitat d'Amsterdam. La Segona Guerra Mundial el va deixar atrapat a Sud-àfrica i, per tant, va ocupar una plaça docent a Durban, però va tornar a Europa després de la guerra. El 1949 esdevingué membre de l'Acadèmia Reial d'Arts i Ciències dels Països Baixos (Koninklijke Nederlandse Akademie van Wetenschappen, KNAW).
Va guanyar la Medalla d'or de la Reial Societat Astronòmica el 1961.

## Honors
El cràter lunar Zanstra porta el seu nom, i l'asteroide (2945) Zanstra.